# ك. إليس بلاك
ك. إليس بلاك (بالإنجليزية: C. Ellis Black)‏ هو سياسي أمريكي، ولد في 28 يوليو 1942 في الولايات المتحدة. حزبياً، نشط في الحزب الجمهوري. وقد انتخب عضو مجلس نواب جورجيا.